# UTC+4:30
UTC+4:30 er en tidszone som er 4 timer og 30 minutter foran standardtiden UTC.
UTC+4:30 bruges året rundt af:
- Afghanistan